# Assemblée nationale (Biélorussie)
Pour les autres articles nationaux ou selon les autres juridictions, voir Assemblée nationale.
8e législature
Maison du Gouvernement (en) (Chambre des représentants)
Bâtiment du Conseil de la République (Conseil de la République)
L'Assemblée nationale (en biélorusse : Нацыянальны сход, romanisé : Natsyianalny skhod ; en russe : Национальное собрание, romanisé : Natsionalnoïé sobranié) est le parlement bicaméral de la république de Biélorussie, siège du pouvoir législatif du pays. Elle succède au Soviet suprême de Biélorussie (disparu en 1996). Elle se compose de deux chambres :
- le Conseil de la République forme la chambre haute ;
- la Chambre des représentants constitue la chambre basse.

Les chambres de l'Assemblée nationale sont convoquées à deux sessions régulières chaque année : la première session s'ouvre le 2 octobre et sa durée ne peut pas dépasser 80 jours. La deuxième session s'ouvre le 2 avril et sa durée ne peut pas dépasser 90 jours. Toutefois, les chambres de l'Assemblée nationale peuvent être convoquées à des sessions exceptionnelles, lorsque le président de la Biélorussie, ou une majorité de membres (deux tiers dans chacune des chambres) le demande.
Tout projet de loi doit être examiné en premier par la Chambre des représentants, puis par le Conseil de la République.
Dans la pratique, l'Assemblée nationale n'a que peu de pouvoir. Le système politique biélorusse concentre presque tout le pouvoir gouvernemental dans les mains du président de la Biélorussie. En particulier sur les dépenses du gouvernement : selon la Constitution, tout projet de loi qui augmente ou diminue les dépenses ne peut être examiné qu'avec l'autorisation du président. Les décrets présidentiels ont plus de poids que la législation ordinaire.